# 球 (数学)

一个球

在歐氏空間裡，球是指球面的內部。

球在數學裡，是指球面內部的空間。球可以是封閉的（包含球面的邊界點，稱為閉球），也可以是開放的（不包含邊界點，稱為開球）。
球的概念不只存在於三維歐氏空間裡，亦存在於較低或較高維度，以及一般度量空間裡。{\displaystyle n\,\!}維空間裡的球稱為{\displaystyle n\,\!}維球，且包含於{\displaystyle n-1\,\!}維球面內。因此，在歐氏平面裡，球為一圓盤，包含在圓內。在三維空間裡，球則是指在二維球面邊界內的空間。

## 歐氏空間裡的球
在 {\displaystyle n\,\!} 維歐氏空間裡，一個中心為 {\displaystyle x\,\!} ，半徑為 {\displaystyle r\,\!} 的 {\displaystyle n\,\!} 維（開）球是個由所有距 {\displaystyle x\,\!} 的距離小於 {\displaystyle r\,\!} 的點所組成之集合。一個中心為 {\displaystyle x\,\!}，半徑為 {\displaystyle r\,\!} 的 {\displaystyle n\,\!} 維閉球是個由所有距 {\displaystyle x\,\!} 的距離小於等於 {\displaystyle r\,\!} 的點所組成之集合。
在 {\displaystyle n\,\!} 維歐氏空間裡，每個球都是某個超球面內部的空間。在一維時，球是個有界的區間；在二維時，是某個圓的內部（圓盤）；而在三維時，則是某個球面的內部。

### 體積
在 {\displaystyle n\,\!} 維歐氏空間裡，半徑 {\displaystyle R\,\!} 的球之 {\displaystyle n\,\!} 維體積為：
{\displaystyle V_{n}(R)={\frac {\pi ^{\frac {n}{2}}}{\Gamma ({\frac {n}{2}}+1)}}R^{n},}
其中，{\displaystyle \Gamma }是李昂哈德·歐拉的Γ函數（可被視為階乘在實數的延伸）。使用Γ函數在整數與半整數時的公式，可不需要估算{\displaystyle \Gamma }函數即可計算出球的體積：
{\displaystyle V_{2k}(R)={\frac {\pi ^{k}}{k!}}R^{2k},}
{\displaystyle V_{2k+1}(R)={\frac {2^{k+1}\pi ^{k}}{(2k+1)!!}}R^{2k+1}={\frac {2(k!)(4\pi )^{k}}{(2k+1)!}}R^{2k+1}.}
在奇數維度時的體積公式裡，對每個奇數{\displaystyle 2k+1\,\!}，雙階乘 {\displaystyle (2k+1)!!} 定義為 {\displaystyle (2k+1)!!=1\cdot 3\cdot 5\cdots (2k-1)\cdot (2k+1)}。

## 一般度量空間裡的球
令 {\displaystyle (M,d)}為一度量空間，即具有度量（距離函數）{\displaystyle d} 的集合 {\displaystyle M}。中心為 {\displaystyle M} 內的點 {\displaystyle p}，半徑為 {\displaystyle r>0} 的開球，通常標計為 {\displaystyle B_{r}(p)} 或 {\displaystyle B(p;r)}，定義為
{\displaystyle B_{r}(p)=\{x\in M\mid d(x,p)<r\},}
其閉球，可標計為 {\displaystyle B_{r}[p]} 或 {\displaystyle B[p;r]}，則定義為
{\displaystyle B_{r}[p]=\{x\in M\mid d(x,p)\leq r\}.}
請特別注意，一個球（無論開放或封閉）總會包含點 {\displaystyle p}，因為依定義， {\displaystyle r>0}。
開球的閉包通常標記為 {\displaystyle {\overline {B_{r}(p)}}}。雖然 {\displaystyle B_{r}(p)\subseteq {\overline {B_{r}(p)}}} 與 {\displaystyle {\overline {B_{r}(p)}}\subseteq B_{r}[p]} 總是成立的，但 {\displaystyle {\overline {B_{r}(p)}}=B_{r}[p]} 則不一定總是為真。舉例來說，在一個具離散度量的度量空間 X 裡，對每個 X 內的 p 而言，{\displaystyle {\overline {B_{1}(p)}}=\{p\}}，但 {\displaystyle B_{1}[p]=X}。
一個（開或閉）單位球為一半徑為 1 的球。
度量空間的子集是有界的，若該子集包含於某個球內。一個集合是全有界的，若給定一正值半徑，該集合可被有限多個具該半徑的球所覆蓋。
度量空間裡的開球為拓撲空間裡的基，其中所有的開集合均為某些（有限或無限個）開球的聯集。該拓撲空間被稱為由度量 d 導出之拓撲。

## 賦範向量空間裡的球
每個具範數 |·| 的賦範向量空間亦為一度量空間，其中度量 {\displaystyle d(x,y)=|x-y|}。在此類空間裡，每個球 {\displaystyle B_{r}(p)} 均可視為是單位球 {\displaystyle B_{1}(0)} 平移 {\displaystyle p}，再縮放 {\displaystyle r} 後所得之集合。
前面討論的歐氏空間裡的球亦為賦範向量空間裡球的一例。

### p-範數
在具 p-範數 {\displaystyle L_{p}} 的笛卡爾空間 {\displaystyle \mathbb {R} ^{n}} 裡，開球是指集合
{\displaystyle B(r)=\left\{x\in \mathbb {R} ^{n}\,:\,\sum _{i=1}^{n}\left|x_{i}\right|^{p}<r^{p}\right\}.}
在二維（{\displaystyle n=2}）時，{\displaystyle L_{1}}（通常稱為曼哈頓度量）的球是對角線平行於坐標軸的正方形；而 {\displaystyle L_{\infty }}（切比雪夫度量）的球則是個邊平行於坐標軸的正方形。對於 {\displaystyle p} 的其他值，該球則會是超橢圓的內部。
在三維（{\displaystyle n=3}）時，{\displaystyle L_{1}} 的球是個對角線平行為坐標軸的八面體，而 {\displaystyle L_{\infty }} 的球則是個邊平行為坐標軸的正立方體。對於 {\displaystyle p} 的其他值，該球則會是超橢球的內部。

### 一般凸範數
更一般性地，給定任一 {\displaystyle R^{n}} 內中心對稱、有界、開放且凸的集合 {\displaystyle X}，均可定義一個在 {\displaystyle R^{n}} 的範數，該球均為 {\displaystyle X} 平移再一致縮放後所得之集合。須注意，若將此定理內的「開」子集以「閉」子集替代，則定理不能成立，因為原點也符合定理內所定之集合，但無法定義 {\displaystyle R^{n}} 內的範數。

## 拓撲空間裡的球
在拓撲學的文獻裡，「球」可能有两種含义，由上下文决定。

### 開集
“（开）球”一词有时被非正式地用于指代任何开集：可以用“{\displaystyle p} 点周围的一个球”代表包含 {\displaystyle p} 的一个开集。该集合同胚于什么依赖于背景拓扑空间以及所选取的开集。同样，“闭球”有时用于表示这样一个开集的闭包。（这可能产生误导，例如超度量空间中一个闭球不是同样半径的开球的闭包，它们都是既开且闭的。）
有时，邻域用于指代这个意义上的球，但是邻域其实有更一般的意义：{\displaystyle p} 的一个邻域是任何包含一个 {\displaystyle p} 的开集的集合，因此通常不是开集。

### 拓撲球
{\displaystyle X} 內的 {\displaystyle n} 維（開或閉）拓撲球是指 {\displaystyle X} 內同胚於 {\displaystyle n} 維（開或閉）歐幾里得球的任一子集，該子集不一定需要由某個度量導出。{\displaystyle n} 維拓撲球在組合拓撲學裡很重要，為建構胞腔復形的基礎。
任一 {\displaystyle n} 維開拓撲球均同胚於笛卡爾空間 {\displaystyle \mathrm {R} ^{n}} 及 {\displaystyle n} 維開單位超方形 {\displaystyle (0,1)^{n}\subseteq \mathbb {R} ^{n}}。任一 {\displaystyle n} 維閉拓撲球均同胚於 {\displaystyle n} 維閉超方形 {\displaystyle [0,1]^{n}}。
{\displaystyle n} 維球同胚於 {\displaystyle m} 維球，若且唯若 {\displaystyle n=m}。{\displaystyle n} 維開球 {\displaystyle B} 與 {\displaystyle \mathrm {R} ^{n}} 間的同胚可分成兩種類型，以 {\displaystyle B} 的兩種可能之拓撲定向來區分。
一個 {\displaystyle n} 維拓撲球不一定是光滑的；若該球是光滑的，亦不一定需微分同胚於一 {\displaystyle n} 維歐幾里得球。

## 另見
- 球 - 一般常見的意義
- 圓盤
- 形式球，將球的半徑延伸至負值。
- 鄰域
- 三維球面
- n維球面（超球面）
- 亞歷山大帶角球（英语：Alexander horned sphere）
- 流形
- n維球的體積（英语：Volume of an n-ball）
- 正八面體，{\displaystyle \ell _{1}} 度量下的三維球
- 球殼（英语：Spherical shell）
- 橢球
- 球缺
- 半球